# 藤沢友吉 (初代)
藤澤 友吉（ふじさわ ともきち、1866年4月19日（慶応2年3月5日） - 1932年4月17日）は、日本の実業家。藤沢商店（藤沢薬品工業）の創業者。

## 人物
慶応2年（1866年）、伊勢国（三重県）で生まれる。少年時代から大阪に出て薬品問屋の店員を勤め、旧尼崎藩医藤沢新平の養子となった。明治27年（1894年）主家を出て、大阪で独立、薬種商を始め、明治31年（1898年）大阪市北区天満に樟脳精製所を設立、藤沢樟脳を発売した。さらに東京、京城に支店を設け、香川県坂出に工場を増設、苦汁工業を興し、大正5年（1916年）ブルトーゼを発売。のち回虫駆除の新薬マクニンを製造、株式会社藤沢商店（藤沢薬品工業）社長として活躍した。また日本樟脳取締役、日本売薬監査役、大阪商業会議所議員、大阪薬種卸仲買商組合長も務めた。大正10年（1921年）ポルトガル大阪駐在名誉副領事。